# Tepetongo
Tepetongo är en kommun i Mexiko.   Den ligger i delstaten Zacatecas, i den centrala delen av landet, 500 km nordväst om huvudstaden Mexico City.
Följande samhällen finns i Tepetongo:
- La Lechuguilla
- El Salitre
- Ignacio Zaragoza
- Arroyo Seco de Abajo
- Estancia de los Berumen
- San Antonio